# Юрино (Воршинское сельское поселение)
Ю́рино — деревня в Собинском районе Владимирской области России, входит в состав Воршинского сельского поселения.

## География
Деревня расположена на берегу реки Колокша в 10 км на северо-восток от центра поселения села Ворша и в 19 км на северо-восток от райцентра города Собинка. 

## История
В середине XIX века Юрино (Смоленское) числилось селом с православной церковью, в 1859 году в нём было 28 дворов. В 1905 году в составе Одерихинской волости Владимирского уезда имелось две деревни Старое Юрино (севернее) — 50 дворов и Новое Юрино — 35 дворов. С 1926 года обе деревни были в составе Ставровской волости, в Старом Юрино имелось 48 хозяйств, в Ново-Юрино — 32.
С 1929 года обе деревни входили в состав Тетеринского сельсовета Ставровского района, с 1932 года — в составе Собинского района, с 1945 года вновь в Ставровском районе, с 1965 года деревня Юрино в составе Бабаевского сельсовета Собинского района, с 2005 года — в составе Воршинского сельского поселения. 

## Население
| 1859 | 1905 | 1926 |
| ---- | ---- | ---- |
| 317  | 655  | 353  |

| 1859 | 1905 | 1926 | 2002 | 2010 | 2021 |
| ---- | ---- | ---- | ---- | ---- | ---- |
| 317  | ↗655 | ↘353 | ↘24  | ↗32  | ↗77  |